# Pierce-Arrow
Pierce-Arrow Motor Car Co var en amerikansk biltillverkare som byggde bilar i Buffalo, New York mellan 1901 och 1938.

## Historik

### 1901–18
George Pierce (1846-1910) hade byggt fågelburar och cyklar, innan han presenterade sin första Pierce-bil 1901. Den hade en encylindrig motor från franska De Dion-Bouton. År 1903 kom den tvåcylindriga Arrow och året därpå den fyrcylindriga Great Arrow. Från 1907 tillverkades sexcylindriga sidventilmotorer med T-topp. År 1909 ändrades märkesnamnet till Pierce-Arrow och märket räknades som en av den amerikanska bilindustrins tre stora P:n (de bägge andra var Packard och Peerless). Företaget brydde sig inte ens om att sätta ut namnet på kylaren, eftersom man ansåg att folk borde kunna känna igen bilen ändå. År 1913 kom den enorma Model 66, med en motor på 13,5 liter, troligen den största standardbil som sålts i USA. Den tillverkades fram till 1918. År 1913 kunde kunden för första gången få strålkastarna monterade på stänkskärmarna, något som utmärkte Pierce-Arrow fram till slutet.

### 1919–38
Efter första världskriget kom en ny serie mindre sexor, men fortfarande med T-topp. Försäljningen minskade dock och 1924 kom en enklare sexa med L-topp. Försäljningen var fortfarande ganska blygsam och 1928 köptes företaget av Studebaker. Året därpå kom Pierce-Arrows första åttacylindriga modell, flera år efter konkurrenterna. År 1929 blev företagets bästa år försäljningsmässigt, med 9.700 tillverkade bilar. År 1932 tillkom modellen Pierce-Arrow V12 i två storlekar. År 1933 visade Pierce-Arrow upp den avancerade konceptbilen Silver Arrow på världsutställningen i Chicago, som en föraning om vad som väntade kunderna i framtiden.
Pierce-Arrow tycktes klara depressionstiden ganska bra, tack vare sin stora ägare, men 1933 gick Studebaker i konkurs. Pierce-Arrow togs över av en grupp bank- och affärsmän och var återigen en fristående tillverkare. Tillverkningen fortsatte utan större förändringar, men försäljningen sjönk för varje år och i slutet av 1937 gick Pierce-Arrow i konkurs. Ett litet antal bilar byggdes under 1938, innan företaget likviderades.

## Pierce-Arrow i Sverige
Karl Otto Bonnier köpte i mitten av 1930-talet en Pierce Arrow som Bonniers representationsbil.
- Stora billexikonet (redaktör: G N Georgano), 1982, ISBN 91-86442-00-7
- Encyclopedia of American Cars 1930-1980 (redaktör: Richard M Langworth), 1984, ISBN 0-88176-203-2